# Hexapterella
Hexapterella es un género con dos especies de plantas con flores perteneciente a la familia Burmanniaceae. Es originario de Colombia, Trinidad y norte de Brasil.   Comprende 2 especies descritas y   aceptadas.

## Taxonomía
El género fue descrito por Ignatz Urban y publicado en Symbolae Antillanae seu Fundamenta Florae Indiae Occidentalis 3(3): 451. 1903. La especie tipo Hexapterella gentianoides Urb.

## Especies aceptadas
A continuación se brinda un listado de las especies del género Hexapterella aceptadas hasta octubre de 2013, ordenadas alfabéticamente. Para cada una se indica el nombre binomial seguido del autor, abreviado según las convenciones y usos.
- Hexapterella gentianoides Urb.
- Hexapterella steyermarkii Maas & H.Maas